# Potisje

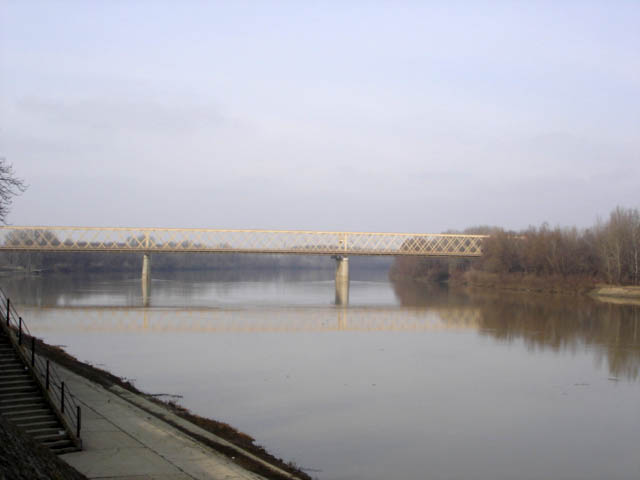
Le pont sur la Tisa à Senta

Potisje (en serbe cyrillique : Потисје) est une région de Serbie. Elle est située dans la province de Voïvodine.

## Nom
Beaucoup de régions de Serbie possèdent un nom formé à partir de la structure suivante : po+(nom d'une rivière)+je. De fait, la région de Potisje, doit son nom à la rivière Tisa, qui traverse le Banat serbe et de la région de la Bačka.

## Municipalités de la région de Potisje
Municipalités de la Bačka :
- Kanjiža
- Senta
- Ada
- Bečej
- Žabalj
- Titel

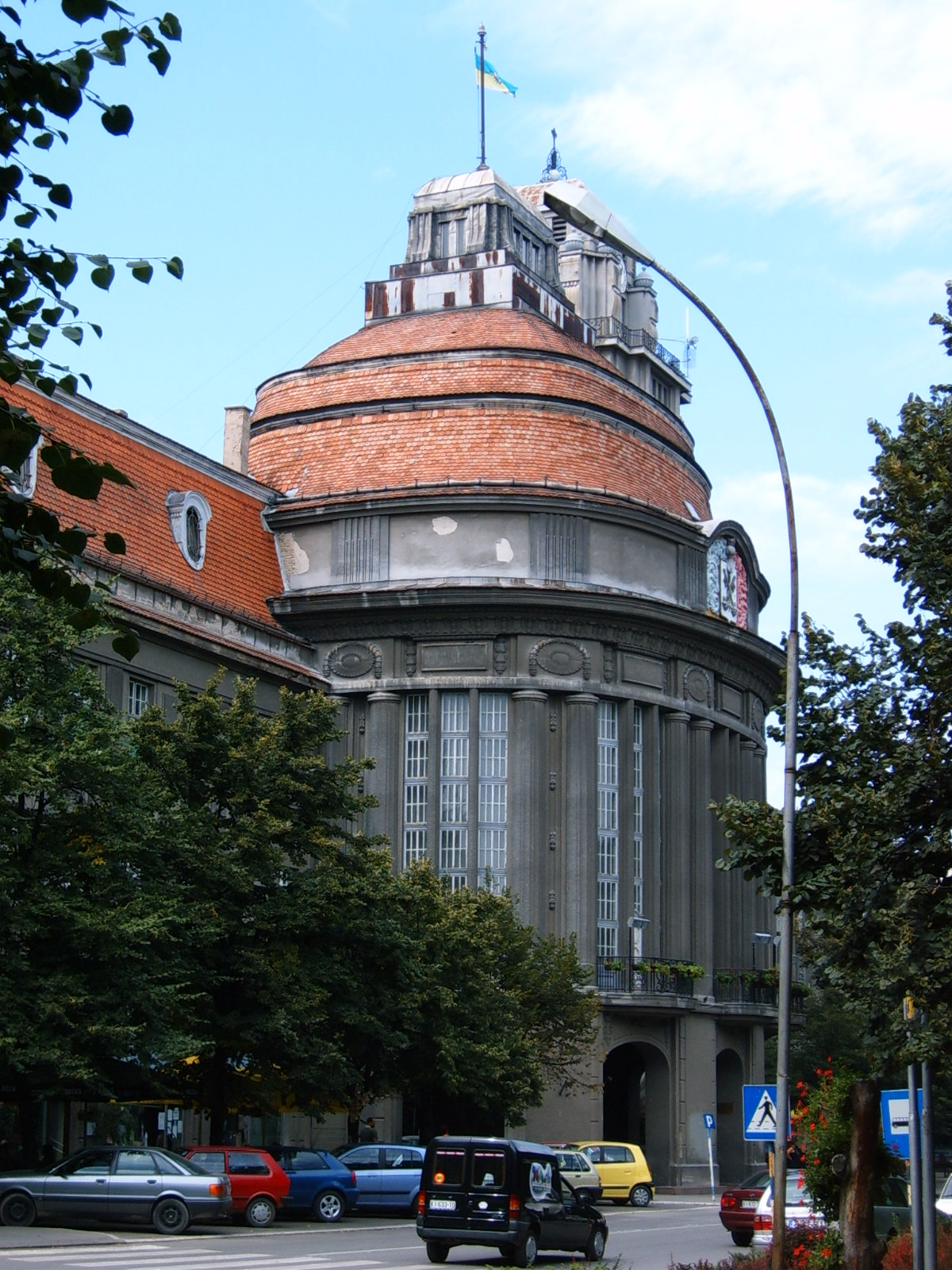
L'Hôtel de ville de Senta

Municipalités situées dans le Banat serbe :
- Novi Kneževac
- Čoka
- Kikinda
- Novi Bečej
- Zrenjanin

## Histoire

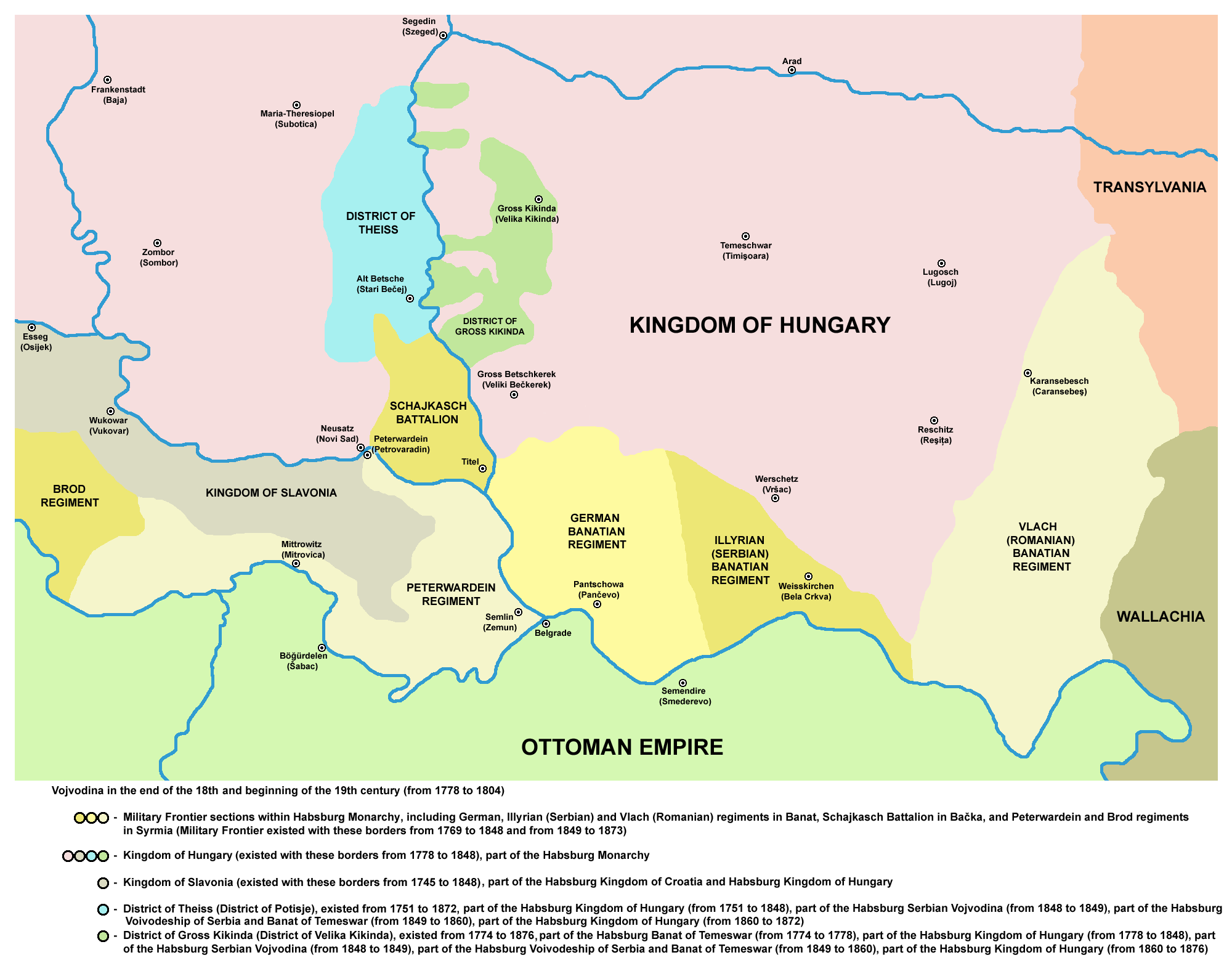
Le district de Potisje (1751-1848)

Au Ier siècle, Pline l'Ancien utilisait le terme de Pathissus pour décrire les environs de la rivière Tisa.
Entre 1702 et 1751, la partie occidentale de la région de Potisje, celle qui se trouve dans la région de la Bačka, faisait partie du secteur de  Tisa-Mureş (Potisje-Pomorišje), une province autrichienne intégrée à la Frontière militaire. Le secteur de Potisje comprenait des villes situées près de la Tisa : Bečej, Ada, Senta et Kanjiža, qui se trouvent aujourd'hui sur le territoire de la Serbie, Szeged, aujourd'hui en Hongrie, ainsi que d'autres localités de la Bačka, comme Subotica, Sombor et Sentomaš (Srbobran). En 1751, après l'abolition de cette partie de la Frontière, des Serbes qui vivaient dans la région, émigrèrent en Russie, et particulièrement en Nouvelle Serbie et en Slavo-Serbie. Pour empêcher cette émigration, les Habsbourg formèrent le district de Potisje, autonome au sein de la Monarchie austro-hongroise, avec Bečej comme siège. Ce district exista entre 1751 et 1848, bénéficiant de trois privilèges, accordés en 1759, 1774 et 1800 ; le premier privilège reconnaissait l'autonomie du district, tandis que le deuxième accordait aux Hongrois l'autorisation de s'installer dans le district. De fait, de nombreuses populations hongroises vinrent habiter l'actuelle région de Potisje, prenant le pas sur les Serbes qui autrefois y vivaient en majorité[réf. nécessaire].

## Peuplement
Certaines municipalités comptent encore aujourd'hui une majorité de Serbes : [Žabalj] (86 %), Titel (85 %), Novi Kneževac (59 %), Kikinda (76 %), Novi Bečej (69 %) et Zrenjanin (74 %). En revanche, d'autres municipalités sont majoritairement habitées par des Hongrois : Kanjiža (86 %), Senta (81 %), Ada (77 %) et Čoka (52 %). La municipalité de Bečej, quant à elle, est plus mêlée, avec 49 % de Hongrois et 41 % de Serbes.

## Religion
Quelques églises de la région de Potisje :

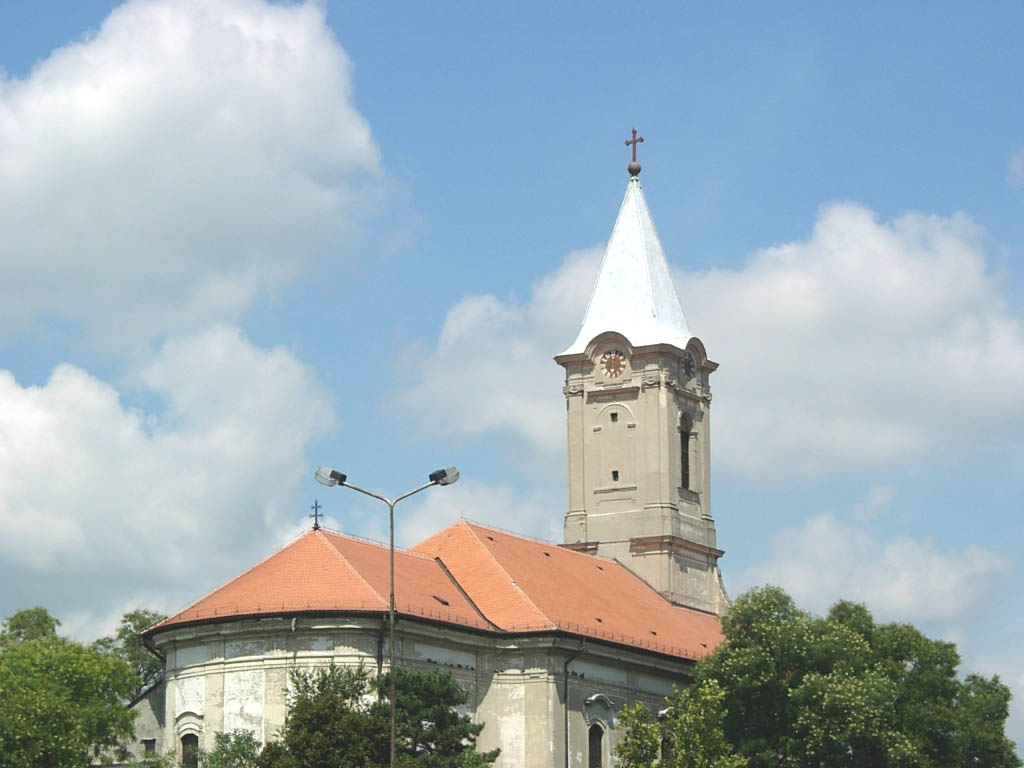
Čoka
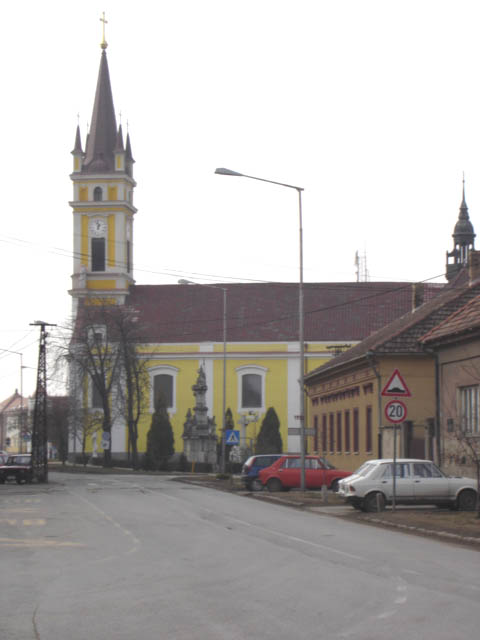
Kanjiža
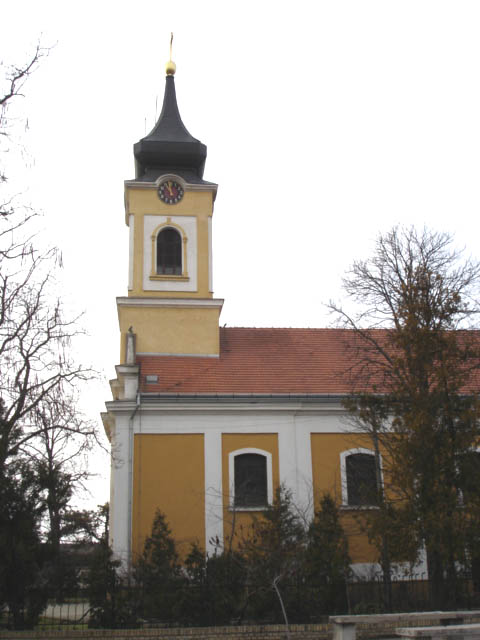
Martonoš
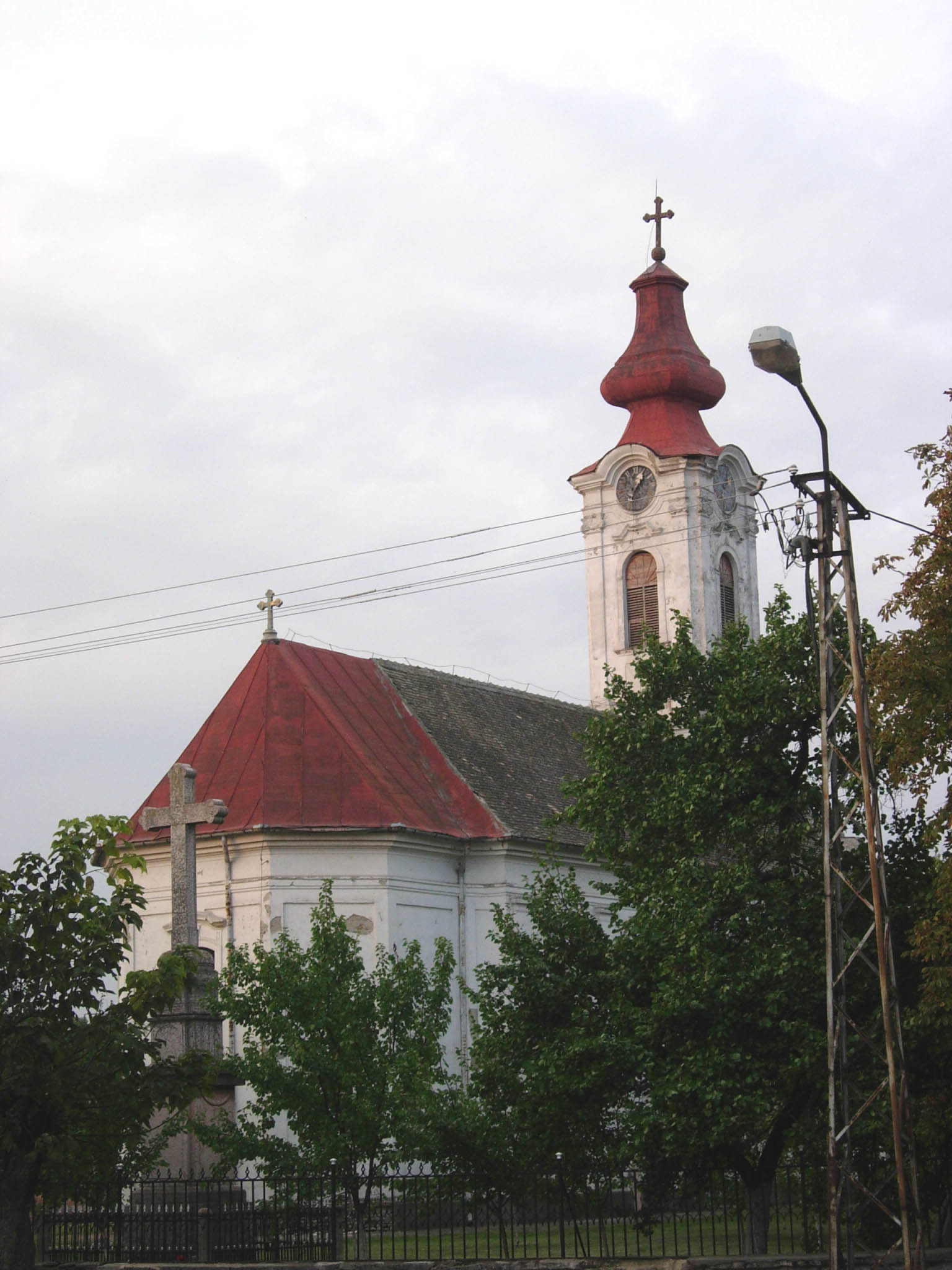
Novi Bečej
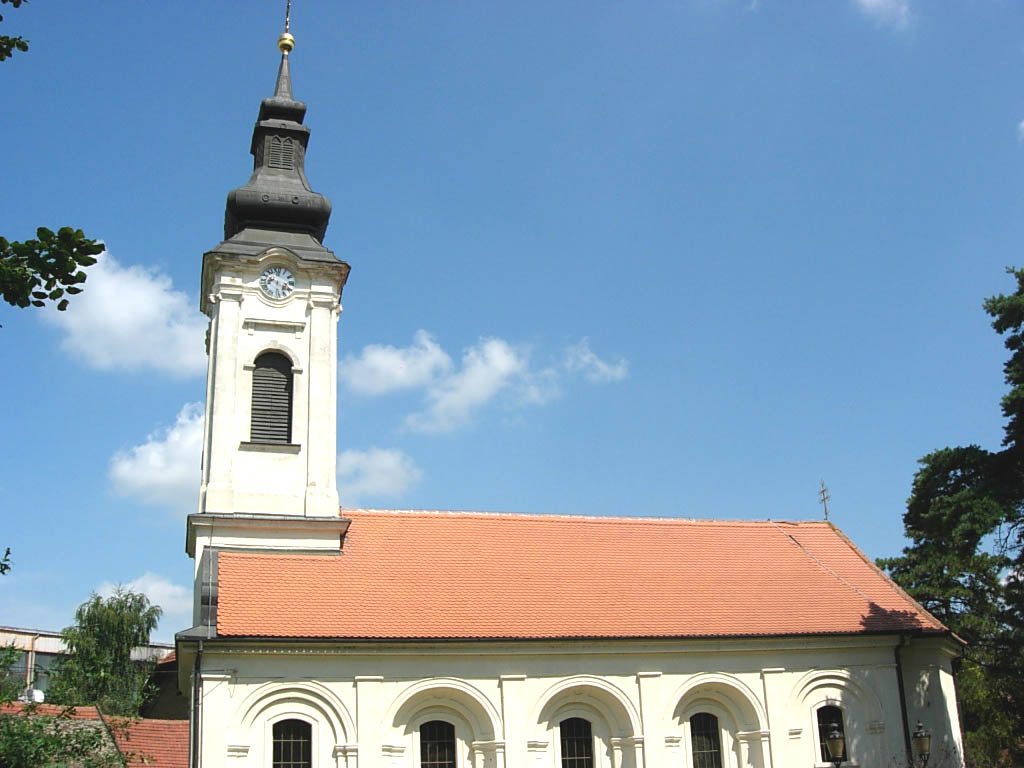
Novi Kneževac
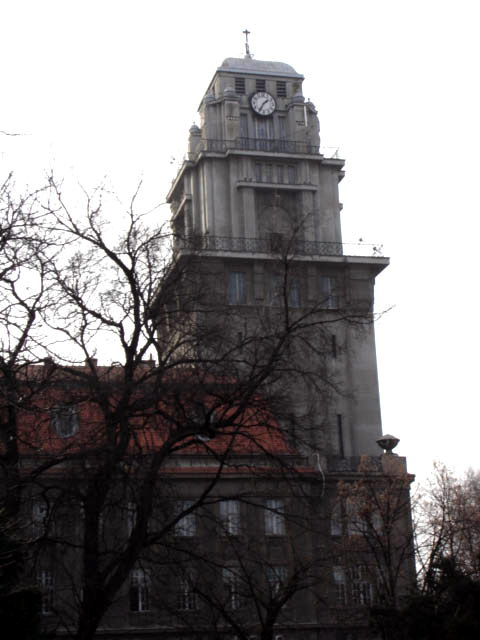
Senta
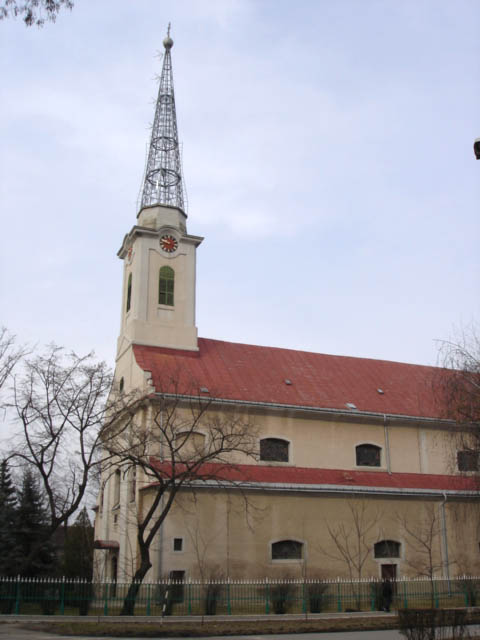
Ada
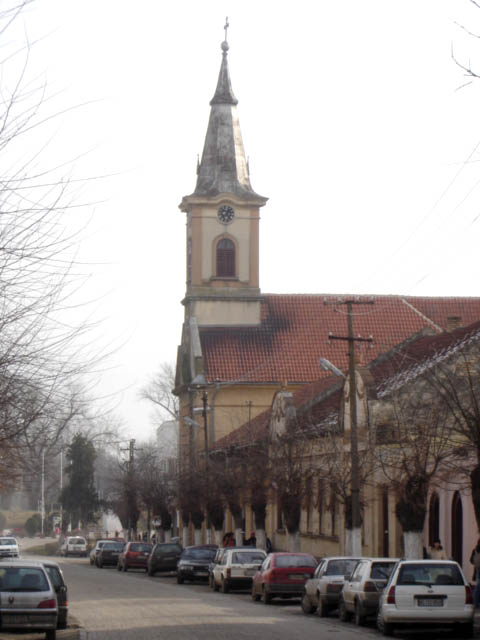
Titel